# Guido Mazzoni (Dichter)
Guido Mazzoni (* 12. Juni 1859 in Florenz; † 29. Mai 1943 ebenda) war ein italienischer Dichter und Literaturwissenschaftler. Seine Gedichte gehören zur klassischen Romantik (it. romanticheggiò classicamente) der italienischen Poesie zum Ende des 19. Jahrhunderts.

## Leben
Mazzoni studierte Literaturwissenschaft, ab 1875 zuerst in Pisa und dann in Bologna bei dem späteren Nobelpreisträger Giosuè Carducci.
1887 wurde er selbst Professor der Italienischen Literatur an der Universität Padua und war anschließend von 1894 bis zu seiner Emeritierung im Mai 1934 Professor an der Universität Florenz.
1910 wurde Mazzoni vom König Italiens zum  Senator (Senatore del Regno) ernannt.
Während des Ersten Weltkrieges meldete sich Mazzoni 1915 freiwillig an die Front, nachdem sein Sohn Kriegsgefangener der Ősterreicher geworden war. Zuerst als Leutnant, später Hauptmann diente er mit Auszeichnung bei den italienischen Bergtruppen, was nicht nur wegen seines Alters von fast 60 Jahren bei Kriegsende damals Beachtung fand.
1927 wurde Mazzoni zum Mitglied der Accademia dei Lincei.

## Werk
Mazzoni veröffentlichte mehrere Gedichtsbände darunter
- Versi (Livorno 1880)
- Poesie (Bologna 1881).
- Nuove poesie (1886)
- Voci della vita (Rom 1893).
- Poesie (Bologna 1913)

Mazzoni schrieb auch zahlreiche Lehrbücher, akademische Werke zur italienischen Literatur und Beiträge in Zeitschriften.  Unter seinen Werken findet sich Il Teatro della Rivoluzione (Theater der Revolution 1894), Lehrwerke zur griechischen (1896) und lateinischen Literatur (1889), Arbeiten zu Dantes Divina Commedia (1897) und des Weiteren viele Literaturkritiken, unter anderem zum Werk seines Lehrers Carducci (1901) und anderen Dichtern (beispielsweise Avviamento allo studio critico delle lettere italiane, Florenz 1923).
Mazzoni war vor allem auch ein Fachmann zur Literatur Dantes. Des Weiteren gab er eine zweibändige Literaturgeschichte Italiens (Storia letteraria d'Italia, Mailand, 2. Auflage 1934) heraus. Es gilt noch heute bei vielen Fachleuten als ein bedeutender Beitrag zur Bearbeitung der Literaturgeschichte Italiens.

## Nachlass
Der Nachlass Mazzonis wurde 1948 von der Duke University in den Vereinigten Staaten erworben, die beim Studium der italienischen Literatur und Geschichte in der detaillierten Aufarbeitung von Mazzonis Werk und Leben einen Beitrag zum Verständnis der Kultur des 19. Jahrhunderts und ihres Übergangs in die Moderne des 20. Jahrhunderts sieht.